# Le Dernier Trappeur
Pour plus de détails, voir Fiche technique et Distribution.
Le Dernier Trappeur est un docufiction français réalisé par Nicolas Vanier en 2004. Il relate un an de la vie de Norman Winther, l'un des derniers trappeurs traditionnels du Yukon canadien.

## Synopsis
Au cœur des montagnes Rocheuses du Yukon canadien, au fin fond de la haute altitude, Norman est un trappeur musher qui vit de façon la plus solitaire, traditionnelle possible, avec Nebraska, une amérindienne Nahanni, ses deux chevaux et ses sept chiens d'attelage Husky. Il se donne le rôle de surveiller la nature et réguler les espèces.
Déconnectés des désirs créés par la société moderne, ils se nourrissent des produits de la chasse et de la pêche. Norman vit en autarcie et fabrique lui-même ses cabanes, raquettes, traîneau, canoë et tout ce dont il a besoin avec le bois et l'écorce prélevés en forêt, et Nebraska tanne le cuir à l’ancienne.
Une fois par an, au printemps, Norman effectue un voyage jusqu'aux villes les plus proches de Whitehorse ou Dawson City pour vendre environ 150 peaux et fourrures de lynx, castors, martes, loutres, loups, renards, caribous, élans... et acheter le peu dont il a besoin : farine, allumettes, bougies, tabac, piles pour son transistor, outils, médicaments, fusil de chasse et munitions.
Le Dernier Trappeur rassemble les moments forts que peut vivre un tel homme pendant une année, au-delà des randonnées en traîneau dans la froideur de l'hiver pouvant atteindre près de −55 °C, la descente en canoë d'un torrent enchâssé dans un canyon, les attaques des grizzlis et des loups et les rencontres avec des personnages au mode de vie hors du commun.

## Fiche technique
- Titre : Le Dernier Trappeur
- Réalisation : Nicolas Vanier
- Scénario : Nicolas Vanier
- Musique : Krishna Levy
- Distribution en France : TFM Distribution
- Genre : aventures, documentaire
- Date de sortie en France : 15 décembre 2004

## Distribution dans leur propre rôle
- Norman Winther (VQ : Hubert Fielden) : Le trappeur
- May Loo (VQ : Marika Lhoumeau) : Son épouse, Nebraska
- Alex Van Bibber (VQ : Claude Préfontaine) : Alex